# Ріо-Гранде-Сіті (Техас)
Ріо-Гранде-Сіті (англ. Rio Grande City) — місто (англ. city) в США, в окрузі Старр штату Техас. Населення — 15 317 осіб (2020).

## Географія
Ріо-Гранде-Сіті розташоване за координатами 26°22′52″ пн. ш. 98°49′17″ зх. д. / 26.38111° пн. ш. 98.82139° зх. д. (26.380999, -98.821477).  За даними Бюро перепису населення США в 2010 році місто мало площу 29,40 км², уся площа — суходіл.

## Демографія
Згідно з переписом 2010 року, у місті мешкали 13 834 особи в 3861 домогосподарстві у складі 3168 родин. Густота населення становила 471 особа/км².  Було 4305 помешкань (146/км²).
Расовий склад населення:
| - 92,1 % — білих - 0,8 % — азіатів - 0,3 % — корінних американців - 0,2 % — чорних або афроамериканців - 5,5 % — осіб інших рас |

До двох чи більше рас належало 1,1 %. Частка іспаномовних становила 94,3 % від усіх жителів.
За віковим діапазоном населення розподілялося таким чином: 31,1 % — особи молодші 18 років, 57,7 % — особи у віці 18—64 років, 11,2 % — особи у віці 65 років та старші. Медіана віку мешканця становила 30,4 року. На 100 осіб жіночої статі у місті припадало 100,6 чоловіків;  на 100 жінок у віці від 18 років та старших — 99,5 чоловіків також старших 18 років.
Середній дохід на одне домашнє господарство  становив 49 499 доларів США (медіана — 29 597), а середній дохід на одну сім'ю — 57 628 доларів (медіана — 42 138). Медіана доходів становила 40 417 доларів для чоловіків та 27 623 долари для жінок. За межею бідності перебувало 30,5 % осіб, у тому числі 38,2 % дітей у віці до 18 років та 30,8 % осіб у віці 65 років та старших.
Цивільне працевлаштоване населення становило 5123 особи. Основні галузі зайнятості: освіта, охорона здоров'я та соціальна допомога — 39,8 %, будівництво — 11,5 %, роздрібна торгівля — 9,6 %, науковці, спеціалісти, менеджери — 8,4 %.